# Новиков, Василий Захарович
Васи́лий Заха́рович Но́виков (8 февраля 1911, Лужский уезд, Санкт-Петербургская губерния — 22 марта 1985, Ленинград) — младший сержант Рабоче-крестьянской Красной Армии, участник Великой Отечественной войны, Герой Советского Союза (1945).

## Биография
Василий Новиков родился 8 февраля 1911 года в деревне Милютино. После окончания семи классов школы работал в колхозе. В 1933—1935 и 1939—1940 годах проходил службу в Рабоче-крестьянской Красной Армии. В 1944 году Новиков в третий раз был призван в армию. С марта того же года — на фронтах Великой Отечественной войны.
К январю 1945 года младший сержант Василий Новиков командовал орудием 133-го стрелкового полка 72-й стрелковой дивизии 21-й армии 1-го Украинского фронта. Отличился во время освобождения Польши. 24 января 1945 года расчёт Новикова переправился через Одер в районе посёлка Одерфельде к югу от Ополе и принял активное участие в боях за захват и удержание плацдарма на его западном берегу, уничтожив 5 огневых точек и более 30 солдат и офицеров противника.
Указом Президиума Верховного Совета СССР от 10 апреля 1945 года младший сержант Василий Новиков был удостоен высокого звания Героя Советского Союза с вручением ордена Ленина и медали «Золотая Звезда».
После окончания войны Новиков был демобилизован. Проживал в Ленинграде. Скончался 22 марта 1985 года, похоронен в родной деревне.
Был также награждён орденами Отечественной войны 1-й степени и Красной Звезды, рядом медалей.

## Комментарии
1. ↑  Деревня Милютино (Милитино)[1] Лужского уезда находилась в 1 км южнее села Заполье[2], ныне — часть деревни Заполье в Плюсском районе Псковской области[3][4].